# 野球ブンデスリーガ
ドイチェ・ベースボール・リーガ（Deutsche Baseball Liga; DBL）は、ドイツ国内で最上位の野球リーグである。ドイツ野球・ソフトボール協会（Deutschen Baseball und Softball Verbands; DBV）によって運営されている。2024年までは野球ブンデスリーガ1部（1. Baseball-Bundesliga）という名称であった。2部リーグは引き続き野球ブンデスリーガ2部（2. Baseball-Bundesliga）と呼ばれており、1部と2部との間では昇降格制度が設けられている。また、リーグシステムの下部には地域リーグ・州リーグ等も存在する。

## 概要
1984年に設立された。開幕時は2地区制だったが、1985年から1地区制に移行。1990年からは再び2地区制へ戻っている。
2021年には、旧ブンデスリーガに所属していた12クラブとDBVの間で、リーグの新たな構成に関する基本方針が検討された。2023年にはメジャーリーグベースボールとの戦略的パートナーシップの締結に合意し、新リーグ実施に向けたマスタープランが策定された。2025年シーズンを前に、ソーシャルメディアなどを活用してデジタル空間での存在感を高め認知度を向上させることを目的に、リーグの名称変更やロゴ、ウェブサイトの大幅なリニューアルを発表した。
2020年以降は、新型コロナウイルス感染症の世界的流行の影響で一部のチームが活動を休止したため参加枠に欠員が出る状態が続いており、2025年シーズンは11チームで実施される。各地区の上位2チームがプレーオフに進出し、5試合制（3戦先取）の準決勝および決勝（ドイツ選手権）を経て優勝チームが決定される。野球ブンデスリーガ2部は6地区に分かれており、上位8チームによるプレーオフを勝ち抜いた1チームがDBLへの昇格権を得る。DBLに欠員が出ていることから、2025年は2部への降格プレーオフは実施されず、長期的にはDBLのチーム数を16まで拡大することが予定されている。
欧州では有数のレベルを誇るリーグであり、欧州のクラブチームによるカップ戦の最上位カテゴリである欧州チャンピオンズカップにおいては、2025年現在、DBLから2チームが出場資格を得ている。
日本の独立リーグ経験者を中心に日本人選手が所属する例も見られる。2023年には、日本野球機構でプレー経験のある日本人選手として初めて、久保康友がハンブルク・スティーラーズに移籍。同年の北地区年間最優秀投手賞を受賞し、翌2024年6月にはケルン・カージナルス戦で完全試合を達成するなどの活躍を見せた。

## 参加チーム
2025年シーズン
| 地区   | チーム                                                    | 創設年 | 本拠地                                                                      |
| ------ | --------------------------------------------------------- | ------ | --------------------------------------------------------------------------- |
| 北地区 | ボン・キャピタルズ Bonn Capitals                          | 1989   | ボン ベースボールスタディオン・ラインアウエ                                 |
| 北地区 | ケルン・カージナルス Cologne Cardinals                    | 1983   | ケルン サークルウッド・スタジアム                                           |
| 北地区 | ハンブルク・スティーラーズ Hamburg Stealers               | 1985   | ハンブルク ボールパーク・ランゲンホルスト                                   |
| 北地区 | パーダーボルン・アンタッチャブルス Paderborn Untouchables | 1990   | パーダーボルン アーホルン・ボールパーク                                     |
| 北地区 | ヒュンシュテッテン・ストーム Hünstetten Storm             | 2011   | ヒュンシュテッテン ディックマン・フィールド                                 |
| 南地区 | グッゲンベルガー・レギオネーレ Guggenberger Legionäre     | 1987   | レーゲンスブルク アーミン・ウルフ・アリーナ                                 |
| 南地区 | ハイデンハイム・ハイデケッフェ Heidenheim Heideköpfe      | 1992   | ハイデンハイム・アン・デア・ブレンツ ヘレンシュタインエナジー・ボールパーク |
| 南地区 | マインツ・アスレチックス Mainz Athletics                  | 1988   | マインツ ボールパーク・アム・ハルトミューレンヴェーク                       |
| 南地区 | ミュンヘン=ハール・ディサイプルズ München-Haar Disciples  | 1990   | ハール ボールパーク・ハール                                                 |
| 南地区 | シュツットガルト・レッズ Sttutgart Reds                   | 1986   | シュツットガルト TVCボールパーク                                            |
| 南地区 | ガウティング・インディアンズ Gauting Indians              | 1991   | ガウティング ヴュルムタール・ベースボールパーク                             |

## 入れ替え制度
| 年度   | 1部→2部                                                                                    | 1部→2部                                                     | 2部→1部                                                             | 2部→1部                                                 |
| 年度   | 北地区                                                                                     | 南地区                                                      | 北地区                                                              | 南地区                                                  |
| ------ | ------------------------------------------------------------------------------------------ | ----------------------------------------------------------- | ------------------------------------------------------------------- | ------------------------------------------------------- |
| 1999年 | ラーティンゲン・グーズネックス ブレーメン・ドッカーズ                                      | ラーデンブルク・ロマンズ                                    | ホルツヴィッケーデ・ジョーボクサーズ エルムスホルン・アリゲイターズ | ハイデンハイム・ハイデケッフェ                          |
| 2000年 | ホルツヴィッケーデ・ジョーボクサーズ                                                       | フリートベルク・ブレーブス グリューンヴァルト・ジェスターズ | プルハイム・ゴーファーズ                                            | ザールルイ・ホーネッツ マンハイム・アミーゴス           |
| 2001年 | ロークシュテット・スティーラーズ                                                           | マンハイム・アミーゴス                                      | ケルン・カージナルス                                                | ヘレンベルク・ワンダラーズ                              |
| 2002年 | ヴォルフスブルク・ヤフーズ シュトラウスベルク・サンウォーリアーズ プルハイム・ゴーファーズ | ヘレンベルク・ワンダラーズ バルトハム・ボアーズ             | ロークシュテット・スティーラーズ ゾーリンゲン・アリゲーターズ       | フュルト・パイレーツ ラーデンブルク・ロマンズ           |
| 2003年 | エルムスホルン・アリゲイターズ                                                             | テュービンゲン・ホークス ラーデンブルク・ロマンズ           | プルハイム・ゴーファーズ ベニクセン・ビーバーズ                     | ガウティング・インディアンズ ヘレンベルク・ワンダラーズ |
| 2004年 | プルハイム・ゴーファーズ                                                                   | ヘレンベルク・ワンダラーズ                                  | ホルツヴィッケーデ・ジョーボクサーズ                                | バルトハム・ボアーズ                                    |
| 2005年 | ベニクセン・ビーバーズ ホルツヴィッケーデ・ジョーボクサーズ                                | バルトハム・ボアーズ                                        | ヴッパータール・スティングレイ                                      | テュービンゲン・ホークス                                |
| 2006年 | ヴッパータール・スティングレイ                                                             | フュルト・パイレーツ                                        | ハノーファー・リージェンツ                                          | ハール・ディサイプルズ                                  |
| 2007年 | -                                                                                          | テュービンゲン・ホークス                                    | ドルトムント・ワンダレアーズ                                        | ノイエンブルク・アトミックス                            |
| 2008年 | ノインキルヒェン・ナイトメアズ ハノーファー・リージェンツ                                  | ノイエンブルク・アトミックス                                | プルハイム・ゴーファーズ                                            | -                                                       |
| 2009年 | デーレン・ワイルドファーマーズ                                                             | -                                                           | -                                                                   | ノイエンブルク・アトミックス                            |
| 2010年 | ケルン・カージナルス                                                                       | ザールルイ・ホーネッツ ノイエンブルク・アトミックス         | ベルリン・スラッガーズ                                              | -                                                       |
| 2011年 | プルハイム・ゴーファーズ                                                                   | ガウティング・インディアンズ                                | ケルン・カージナルス                                                | シュツットガルト・レッズ                                |
| 2012年 | -                                                                                          | -                                                           | -                                                                   | テュービンゲン・ホークス                                |
| 2013年 | ベルリン・スラッガーズ                                                                     | -                                                           | -                                                                   | -                                                       |
| 2014年 | デーレン・ワイルドファーマーズ                                                             | -                                                           | ハノーファー・リージェンツ                                          | -                                                       |
| 2015年 | 入れ替えなし                                                                               | 入れ替えなし                                                | 入れ替えなし                                                        | 入れ替えなし                                            |

## 優勝チーム
| 年   | リーグ                             | 南地区                         | 北地区                             |
| ---- | ---------------------------------- | ------------------------------ | ---------------------------------- |
| 1984 | マンハイム・トルネードス           | マンハイム・トルネードス       | ケルン・ドジャース                 |
| 1985 | マンハイム・トルネードス           | 1リーグ制のため地区優勝なし    | 1リーグ制のため地区優勝なし        |
| 1986 | マンハイム・トルネードス           | 1リーグ制のため地区優勝なし    | 1リーグ制のため地区優勝なし        |
| 1987 | マンハイム・トルネードス           | 1リーグ制のため地区優勝なし    | 1リーグ制のため地区優勝なし        |
| 1988 | マンハイム・トルネードス           | 1リーグ制のため地区優勝なし    | 1リーグ制のため地区優勝なし        |
| 1989 | マンハイム・トルネードス           | 1リーグ制のため地区優勝なし    | 1リーグ制のため地区優勝なし        |
| 1990 | ケルン・カージナルス               | マンハイム・トルネードス       | ベルリン・チャレンジャーズ         |
| 1991 | マンハイム・トルネードス           | マンハイム・トルネードス       | ベルリン・チャレンジャーズ         |
| 1992 | マンハイム・アミーゴス             | マンハイム・トルネードス       | ケルン・カージナルス               |
| 1993 | マンハイム・トルネードス           | マンハイム・アミーゴス         | ロークシュテット・スティーラーズ   |
| 1994 | マンハイム・トルネードス           | マンハイム・アミーゴス         | ロークシュテット・スティーラーズ   |
| 1995 | トリーア・カージナルス             | トリーア・カージナルス         | ロークシュテット・スティーラーズ   |
| 1996 | トリーア・カージナルス             | トリーア・カージナルス         | ロークシュテット・スティーラーズ   |
| 1997 | マンハイム・トルネードス           | マンハイム・トルネードス       | ボン・キャピタルズ                 |
| 1998 | ケルン・ドジャース                 | マンハイム・トルネードス       | ケルン・ドジャース                 |
| 1999 | パーダーボルン・アンタッチャブルス | マインツ・アスレチックス       | パーダーボルン・アンタッチャブルス |
| 2000 | ロークシュテット・スティーラーズ   | マインツ・アスレチックス       | ケルン・ドジャース                 |
| 2001 | パーダーボルン・アンタッチャブルス | マンハイム・トルネードス       | ケルン・ドジャース                 |
| 2002 | パーダーボルン・アンタッチャブルス | レーゲンスブルク・レギオネーレ | パーダーボルン・アンタッチャブルス |
| 2003 | パーダーボルン・アンタッチャブルス | マンハイム・トルネードス       | パーダーボルン・アンタッチャブルス |
| 2004 | パーダーボルン・アンタッチャブルス | マインツ・アスレチックス       | パーダーボルン・アンタッチャブルス |
| 2005 | パーダーボルン・アンタッチャブルス | レーゲンスブルク・レギオネーレ | パーダーボルン・アンタッチャブルス |
| 2006 | ゾーリンゲン・アリゲーターズ       | レーゲンスブルク・レギオネーレ | ゾーリンゲン・アリゲーターズ       |
| 2007 | マインツ・アスレチックス           | レーゲンスブルク・レギオネーレ | ゾーリンゲン・アリゲーターズ       |
| 2008 | レーゲンスブルク・レギオネーレ     | ハイデンハイム・ハイデケッフェ | ゾーリンゲン・アリゲーターズ       |
| 2009 | ハイデンハイム・ハイデケッフェ     | ブッフビンダー・レギオネーレ   | ゾーリンゲン・アリゲーターズ       |
| 2010 | ブッフビンダー・レギオネーレ       | ブッフビンダー・レギオネーレ   | ゾーリンゲン・アリゲーターズ       |
| 2011 | ブッフビンダー・レギオネーレ       | ブッフビンダー・レギオネーレ   | パーダーボルン・アンタッチャブルス |
| 2012 | ブッフビンダー・レギオネーレ       | ブッフビンダー・レギオネーレ   | パーダーボルン・アンタッチャブルス |
| 2013 | ブッフビンダー・レギオネーレ       | ブッフビンダー・レギオネーレ   | ゾーリンゲン・アリゲーターズ       |
| 2014 | ゾーリンゲン・アリゲーターズ       | ハイデンハイム・ハイデケッフェ | ゾーリンゲン・アリゲーターズ       |
| 2015 | ハイデンハイム・ハイデケッフェ     | ブッフビンダー・レギオネーレ   | ボン・キャピタルズ                 |
| 2016 | マインツ・アスレチックス           | マインツ・アスレチックス       | ボン・キャピタルズ                 |
| 2017 | ハイデンハイム・ハイデケッフェ     | ハイデンハイム・ハイデケッフェ | ボン・キャピタルズ                 |
| 2018 | ボン・キャピタルズ                 | ハイデンハイム・ハイデケッフェ | ボン・キャピタルズ                 |
| 2019 | ハイデンハイム・ハイデケッフェ     | マインツ・アスレチックス       | ゾーリンゲン・アリゲーターズ       |
| 2020 | ハイデンハイム・ハイデケッフェ     | ブッフビンダー・レギオネーレ   | ボン・キャピタルズ                 |
| 2021 | ハイデンハイム・ハイデケッフェ     | ハイデンハイム・ハイデケッフェ | ボン・キャピタルズ                 |
| 2022 | ボン・キャピタルズ                 | ブッフビンダー・レギオネーレ   | ボン・キャピタルズ                 |
| 2023 | ハイデンハイム・ハイデケッフェ     | ハイデンハイム・ハイデケッフェ | ボン・キャピタルズ                 |
| 2024 | ボン・キャピタルズ                 | グッゲンベルガー・レギオネーレ | ボン・キャピタルズ                 |

## MVP
| 年     | 北地区                                                  | 南地区                                                  |
| ------ | ------------------------------------------------------- | ------------------------------------------------------- |
| 2010年 | ヴィンス・デコイト (デーレン・ワイルドファーマーズ)     | マット・ヴァンス (ブッフビンダー・レギオネーレ)         |
| 2011年 | ギャレット・ロジャース (デーレン・ワイルドファーマーズ) | エヴァン・ルブラン (ブッフビンダー・レギオネーレ)       |
| 2012年 | ダニエル・ヒンズ (パーダーボルン・アンタッチャブルス)   | ルートヴィク・グレイサー (ブッフビンダー・レギオネーレ) |
| 2013年 | ブレント・ブッファ (ハンブルク・スティーラーズ)         | ルーク・ソマー (ハイデンハイム・ハイデケッフェ)         |
| 2014年 | タナー・レイトン (ゾーリンゲン・アリゲーターズ)         | ルーク・ソマー (ハイデンハイム・ハイデケッフェ)         |
| 2015年 | ウィルソン・リー (ボン・キャピタルズ)                   | サイモン・グーリング (ハイデンハイム・ハイデケッフェ)   |